# Jörg Siebert
Jörg Siebert (* 2. April 1944 in Wetzlar) ist ein ehemaliger deutscher Ruderer. 1968 wurde er Olympiasieger im Achter.
Der Ruderer von der Rudergesellschaft Wetzlar 1880 fand 1967 in den von Karl Adam trainierten Deutschland-Achter. Nach dem Gewinn der Deutschen Meisterschaft trat er auch bei der Europameisterschaft 1967 in Vichy an. Der Deutschland-Achter startete in der Besetzung Horst Meyer, Dirk Schreyer, Rüdiger Henning, Ulrich Luhn, Wolfgang Hottenrott, Egbert Hirschfelder, Jörg Siebert, Roland Boese und Steuermann Gunther Tiersch. Dieser kräftig umbesetzte Achter gewann die Europameisterschaft vor der Sowjetunion und den Gaststartern aus den USA. Es war der vierte Europameistertitel in Folge für den Deutschland-Achter.
1968 saß Lutz Ulbricht für Ulrich Luhn im Deutschland-Achter. Horst Meyer, Dirk Schreyer, Rüdiger Henning, Wolfgang Hottenrott, Lutz Ulbricht, Egbert Hirschfelder, Jörg Siebert, Roland Boese und Steuermann Gunther Tiersch wurden gemeinsam Deutscher Meister. Bei den Olympischen Spielen in Mexiko-Stadt musste Roland Boese wegen Krankheit durch Niko Ott ersetzt werden und diese Besetzung gewann dann auch Gold vor den Australiern. Der Deutschland-Achter wurde 1968 zur Mannschaft des Jahres gewählt.
Dafür erhielt er am 10. Mai 1968 das Silberne Lorbeerblatt.
Siebert ist Diplom-Ingenieur und seit Ende der 1970er Jahre bei der Gelita AG in Eberbach tätig, die er zum Weltmarktführer auf dem Markt für Gelatine ausbaute. Nach zwanzig Jahren als Vorstandsvorsitzender stand er von 2007 an 12 Jahre an der Spitze des Aufsichtsrats, von dem er sich 2019 aus Altersgründen verabschiedete.